# Батлер (округ, Айова)
Ба́тлер (англ. Butler County) — округ в США, штате Айова. На 2000 год численность населения составляла 15 305 человек. По оценке бюро переписи населения США в 2009 году население округа составляло 14 341 человек. Окружным центром является город Аллисон.

## История
Округ Батлер был сформирован 15 января 1851 года.

## География
Согласно данным Бюро переписи населения США площадь округа Батлер составляет 1503 км².

### Основные шоссе
- Автострада 3
- Автострада 14
- Автострада 57
- Автострада 188

### Соседние округа
- Флойд  (север)
- Бример  (восток)
- Блэк-Хок  (юго-восток)
- Гранди  (юг)
- Франклин  (запад)
- Чикасо  (северо-восток)
- Серро-Гордо  (северо-запад)
- Хардин  (юго-запад)

## Демография
По данным переписи населения 2000 года в округе проживало 15 305 жителей. Среди них 22,6 % составляли дети до 18 лет, 19,4 % люди возрастом более 65 лет. 50,1 % населения составляли женщины.
Национальный состав был следующим: 98,8 % белых, 0,1 % афроамериканцев, 0,1 % представителей коренных народов, 0,2 % азиатов, 1,0 % латиноамериканцев. 0,7 % населения являлись представителями двух или более рас.
Средний доход на душу населения в округе составлял $17036. 9,3 % населения имело доход ниже прожиточного минимума. Средний доход на домохозяйство составлял $47798.
Также 82,2 % взрослого населения имело законченное среднее образование, а 12,4 % имело высшее образование.